# Ruska Dolîna, Vînohradiv
Ruska Dolîna (în ucraineană Руська Долина) este un sat în comuna Matiiovo din raionul Vînohradiv, regiunea Transcarpatia, Ucraina.

## Demografie
Componența lingvistică a localității Ruska Dolîna
     Ucraineană (88,24%)
     Maghiară (10,86%)
     Alte limbi (0,91%)
Conform recensământului din 2001, majoritatea populației localității Ruska Dolîna era vorbitoare de ucraineană (88,24%), existând în minoritate și vorbitori de maghiară (10,86%).